# آلن گولینگ
آلن گولینگ (انگلیسی: Alan Gowling؛ زادهٔ ۱۶ مارس ۱۹۴۹) بازیکن فوتبال اهل بریتانیا است.
از باشگاه‌هایی که در آن بازی کرده‌است می‌توان به باشگاه فوتبال پرستون نورث اند، باشگاه فوتبال بولتون واندررز، باشگاه فوتبال منچستر یونایتد، باشگاه فوتبال هادرزفیلد تاون، و باشگاه فوتبال نیوکاسل یونایتد اشاره کرد.